# كلية التربية (جامعة سوهاج)
كلية التربية جامعة سوهاج هي كلية حكومية مصرية انشئت في نوفمبر عام 1971 وتم قبول الطلاب عن طريق التحويل من كليات التربية المناظرة للكلية من أبناء محافظة سوهاج.

## مبني الكلية
يوجد مبنى كلية التربية بحرم الجامعة الجديد بمدينة سوهاج الجديدة علي مساحة 6000 م2 ويتكون من بدروم ودور أرضي و4 أدوار متكرره بتكلفة إنشائية 49 مليون جنيه.

## شروط القبول والالتحاق
تقبل الكلية الطلاب الحاصلين علي الثانوية العامة علمي (علوم - رياضة) أدبي / الدبلوم التجاري بنظام الثلاث سنوات أو ما يعادلها من المرشحين عن طريق مكتب التنسيق لنيل درجة الليسانس أو البكالوريوس يدرس الطالب أربع سنوات دراسية موزعة علي ثمانية فصول دراسية.

## الاقسام
- قسم الصحة النفسية
- قسم المناهج وطرق التدريس
- قسم التربية والإدارة التعليمية
- قسم تكنولوجيا التعليم
- قسم أصول التربية
- قسم علم النفس التربوي

## الدرجات العلمية

### درجة الليسانس في الآداب والتربية
- اللغة العربية
- التاريخ
- الدراسات الإسلامية
- الجغرافيا
- اللغة الإنجليزية
- علم النفس
- اللغة الفرنسية
- الفلسفة والاجتماع

### درجة الليسانس في الآداب والتربية شعبة التعليم الأساسى
- اللغة العربية والدراسات الإسلامية
- اللغة الإنجليزية
- اللغة الفرنسية
- دراسات اجتماعية

### درجة البكالوريوس في العلوم والتربية
- العلوم البيولوجية والجيولوجية
- الفيزياء
- الكيمياء
- الرياضيات
- التعليم التجاري

### درجة البكالوريوس في العلوم والتربية شعبة التعليم الأساسى
- رياضيات
- علوم